# Rorik z Dorestadu
Rorik či Hrørek byl dánský viking ovládající různé části Fríska v letech 841 až 873.

## Rodina
Měl bratra jménem Harald. Dánský král Harald Klak byl možná jejich strýcem, Godfrid Haraldsson jejich bratrancem. Identita jejich otce je nejistá. Existují různé teorie založené na výkladu primárních zdrojů, hlavně kvůli faktu, že jméno Harald se v pramenech často opakuje, a to bez snahy autorů rozlišit jednotlivé osoby s tímto jménem navzájem od sebe. Harald Klak měl nejméně tři bratry – Anula, Reginfreda a Hemminga Halfdanssona. Kdokoliv z nich mohl být Rorikovým otcem. Několik historiků upřednostňuje Hemminga na základě chronologie, odhadujíce že se Rorik narodil po roce 810.

## Počátky ve Frísku
Harald byl vypovězen z rodného Dánska a několik let podnikal nájezdy ve Frísku. Spojil se s Lotharem I., který bojoval proti svému otci Ludvíkovi I. Pobožnému. Frísko bylo součástí Ludvíkových zemí a nájezdy jej měly oslabit. V roce 841 Ludvík zemřel a Lothar udělil několik částí Fríska jak Haraldovi, tak i jeho bratrovi Rorikovi. Jeho záměrem zde bylo ustanovit vojenskou přítomnost svých věrných a zabezpečit tak Frísko před svými bratry a rivaly Ludvíku II. Němci a Karlu II. Holému. Bratři využili ostrovy jako svou hlavní základnu. Rorik si jako sídlo zvolil ostrov Wieringen, Harald pak Walcheren. Oba pak v tuto dobu ovládali Dorestad.
Na počátku 40. let přitahovalo Frísko méně nájezdů než v minulém desetiletí. Vikinští nájezdníci se zaměřili na Západofranskou říši a anglosaskou Anglii. V roce 843 Lothar, Ludvík a Karel podepsali Verdunskou smlouvu a vyřešili tak své územní spory. Lothar severské bratry původně potřeboval na obranu Fríska před vnějšími hrozbami, avšak tyto pominuly a oba tak upadli kolem roku 844 v nemilost. Byli obviněni ze zrady a uvězněni. Rorikovi se podařilo uprchnout, Harald ve vězení zemřel. Dle Fuldských análů vstoupil Rorik do služeb Ludvíka Němce a žil několik let v Sasku. Poté sebral skupinu Dánů, začal plenit severní pobřeží Lotharova království a obsadil Dorestad.

## Vládce Dorestadu
Poté, co roku 850 Rorik spolu s Godfridem Haraldssonem dobyl Dorestad a Utrecht, ho císař Lothar uznal za vládce většiny Fríska. Dorestad byl jedním z nejbohatších přístavů severní Evropy. Přijetím Rorika mezi své poddané udržel Lothar město jako součást říše a jeho suverenita zde byla nadále uznávána. Například mince ražené v místní mincovně stále nesly císařovo jméno. Na druhou stranu se Dorestad již nacházel na cestě ekonomického úpadku. Biskup Hunger z Utrechtu musel přesídlit do Deventeru. Roku 854 se Rorik, opět s Godfridem, vydal do Dánska, aby se během tamější občanské války něúspěšně pokusil získat moc.
| „                    | Lothar udělil celé Frísko svému synovi Lotharovi, načež se Rorik a Godfrid vrátili zpět do rodného Dánska v naději zisku královské moci… Rorik a Godfrid, na něž se úspěch neusmál, zůstali v Dorestadu a drželi vládu nad většinou Fríska. | “ |
| — Annales Bertiniani | |   |

Godfrid poté v pramenech není zmiňován, mohl tedy zemřít krátce po svém návratu. Rozsah Rorikova území v tuto dobu je nejistý. Dle historika Simona Couplanda sahala jeho moc k řece Waal na jihu. Rorik zde ovládl město Gendt, dále měl spravovat i Kennemerland. Jeho pozdější jednávání s Ludvíkem II. Němcem by napovídala, že východní hranice jeho území se stýkala s Východofranskou říší. Ve 40. letech Rorikovi patřily i ostrovy zeelandské ostrovy, avšak později již nejsou zmiňovány; to by mohlo znamenat, že po svém návratu zde svou moc neobnovil.